# Estadio 974
El estadio 974 (en árabe: استاد 974‎, romanizado: ʾIstād 974, anteriormente estadio Ras Abu Aboud) es un estadio de fútbol en Ras Abu Aboud, Doha, Catar. Inaugurado el 30 de noviembre de 2021, es un "lugar temporal" que albergó partidos durante la Copa Mundial de Fútbol de 2022. El desmantelamiento del estadio estaba programado para llevarse a cabo al finalizar el partido entre las selecciones de Brasil y Corea del Sur. Sin embargo, hasta la fecha no se ha iniciado dicho proceso, lo que ha llevado a considerar al estadio como en estado de abandono. En 2024, la FIFA designó este estadio para albergar dos partidos de la Copa Intercontinental de la FIFA. 

## Diseño y construcción
El concepto del estadio fue diseñado por Fenwick Iribarren Architects. El estadio fue construido en un sitio frente al mar de 450 000 metros cuadrados y estuvo situado en un promontorio artificial. Tuvo un diseño modular e incorporó 974 contenedores de envío reciclados en homenaje a la historia industrial del sitio y el código de marcación internacional para Catar (+974). Algunos de los contenedores albergaron los servicios del estadio, como baños y concesiones. Los contenedores de envío y los asientos utilizados por el estadio se desmantelarán más tarde en una fecha posterior a confirmar y se proporcionarán como asistencia a los países subdesarrollados de África; es la primera sede temporal en la historia de una Copa Mundial de la FIFA.
El estadio es uno de los ocho que se transformaron para el torneo. El proceso de adquisición para la conversión del estadio comenzó en 2017. La construcción del estadio involucró a HBK Contracting Company (HBK), DCB-QA, Time Qatar, Fenwick Iribarren Architects (FI-A), Schlaich Bergermann Partner y Hilson Maron.
El estadio recibió una calificación de cuatro estrellas del Sistema de Evaluación de la Sostenibilidad Global (GSAS).

## Historia
El estadio se anunció inicialmente con el nombre de estadio Ras Abu Aboud. Durante un evento de lanzamiento el 20 de noviembre de 2021, el lugar pasó a llamarse oficialmente estadio 974.
Albergó su primer partido el 30 de noviembre de 2021 en el día inaugural de la Copa Árabe de la FIFA 2021, entre los Emiratos Árabes Unidos y Siria.
El estadio albergó 7 partidos de la copa mundial de fútbol de 2022, incluyendo el partido de Brasil contra Corea del Sur por los octavos de final.

## Después del Mundial
Se tenía la intención de que el estadio desmantelado se trasladara a un país en África, pero luego se contempló su ubicación en Uruguay, donde se habría utilizado para la Copa Mundial de la FIFA 2030. En este caso, el terreno liberado por el estadio se transformaría en un desarrollo costero. Sin embargo, la candidatura de Uruguay junto a Argentina, Chile y Paraguay no fue seleccionada. 
En noviembre de 2023, ESPN reportó que el estadio aún permanece en su ubicación original, estando abandonado desde el torneo y con la señalización del Mundial todavía visible. 
En diciembre de 2024, el estadio albergó dos partidos de la Copa Intercontinental de la FIFA.

## Copa Mundial de Fútbol de 2022
El estadio 974 albergó siete partidos durante la Copa Mundial de Fútbol de 2022:
| Fecha                   | Equipo 1 | Resultado | Equipo 2      | Ronda            | Asistencia |
| ----------------------- | -------- | --------- | ------------- | ---------------- | ---------- |
| 22 de noviembre de 2022 | México   | 0–0       | Polonia       | Grupo C          | 39 369     |
| 24 de noviembre de 2022 | Portugal | 3–2       | Ghana         | Grupo H          | 42 662     |
| 26 de noviembre de 2022 | Francia  | 2–1       | Dinamarca     | Grupo D          | 42 860     |
| 28 de noviembre de 2022 | Brasil   | 1–0       | Suiza         | Grupo G          | 43 649     |
| 30 de noviembre de 2022 | Polonia  | 0–2       | Argentina     | Grupo C          | 44 089     |
| 2 de diciembre de 2022  | Serbia   | 2–3       | Suiza         | Grupo G          | 41 378     |
| 5 de diciembre de 2022  | Brasil   | 4–1       | Corea del Sur | Octavos de final | 43 847     |